# Bajo la misma piel
Bajo la misma piel é uma telenovela mexicana produzida por Carlos Moreno Laguillo para rede Televisa e exibida entre 22 de setembro de 2003 e 16 de janeiro de 2004, sucedendo Atrévete a olvidarme e antecedendo Amar otra vez. 
A trama é protagonizada por Kate del Castillo e Juan Soler, com atuações estrelares de Diana Bracho, Azela Robinson, Alejandro Tommasi, Pedro Armendáriz Jr., Lupita Lara e Marga López e antagonizada por Laisha Wilkins, Sergio Catalán, Manuel Ojeda, Isadora González, Susana Zabaleta e Alejandro Camacho.

## Sinopse
Sara é casada com Bruno Murillo há mais de vinte e cinco anos e tem três filhos: Paula, filha do seu primeiro casamento, e os gêmeos Andrés e Miranda. Acontece que este matrimônio está em crise. Bruno, dono de uma importante companhia editorial é um homem despótico e infiel que sempre tratou a esposa como um objeto. Porém, todos desconhecem que o verdadeiro amor de Sara era Joaquín Vidaurri, um escritor que mora no exterior e que volta ao país para divulgar seus livros.
Regina, irmã de Sara, é uma mulher independente que trabalha em uma agência de publicidade. Apesar de exaltar sua liberdade, ela se tornou uma mulher triste por não ter uma companhia. Ela sofre mais ainda ao se apaixonar por Eugenio, marido da sua amiga Norma, uma mulher extremamente obsessiva.
Esther, mãe de Sara e Regina, está com câncer e em fase terminal; porém, é uma mulher batalhadora e otimista que não perdeu a vontade de viver.
Miranda é uma mulher moderna e autoconfiante que namora Patricio Leyva, um jovem ambicioso que decide aproveitar este relacionamento para subir na vida. Ao mesmo tempo, Patricio se envolve com Paula, a meia irmã de Miranda. Um certo dia, Miranda sofre um acidente e é socorrida por Alejandro. Esse encontro mudará totalmente a vida desses dois. 
As quatro mulheres terão que lutar contra as dificuldades que a vida lhes apresenta: o câncer de Esther, o retorno de Joaquín Viadurri, que está disposto a resgatar Sara de seu casamento infeliz; O triângulo amoroso de Miranda e o amor de Regina por um homem proibido.

## Elenco[2]
- Kate del Castillo - Miranda Murillo Ortiz de Ruiz
- Juan Soler - Alejandro Ruiz Calderón
- Diana Bracho - Sara Ortiz Escalante de Murillo
- Alejandro Camacho - Bruno Murillo Valdez
- Alejandro Tommasi - Eugenio Rioja
- Susana Zabaleta - Ivonne Acosta
- Manuel Ojeda - Rodrigo Leyva
- Azela Robinson - Regina Ortiz Escalante
- Víctor Noriega - Gabriel Ornelas
- Pedro Armendáriz Jr. - Joaquín Vidaurri
- Marga López - Esther Escalante de Ortiz
- Lupita Lara - Rebeca de Barraza
- Mariana Karr - Alina Calderón de Ruiz
- Laisha Wilkins - Paula Beltrán Ortiz
- Sergio Catalán - Patricio Leyva
- Ernesto D'Alessio - Andrés Murillo Ortiz
- Isadora González - Norma Rioja
- Andrea Torre - Roberta Barraza
- Alejandro Aragón - Marcos Ruiz Calderón
- Tiaré Scanda - Aurora Romero
- David Ostrosky - Jaime Sandoval
- Yolanda Ventura - Macarena Montiel
- Alfonso Iturralde - José María Barraza
- Adriana Roel - Blanca Rioja
- Elizabeth Dupeyrón - Ángela Quintero
- Lorenzo de Rodas - Agustín Ruiz Cañedo
- María Marcela - Sonia
- Mauricio Bonet - Darío Portillo
- Paola Cantú - Mónica Gutiérrez
- Andrés Garza - Santiago Morales Acosta
- Marifer Sasián - Triana Sandoval Romero
- Polo Ortín - Nicky
- Manuel Landeta - Ramiro Morales
- Claudio Báez - Lic. Ramón Gutiérrez
- Julio Bracho - Iker Iragorri
- Uberto Bondoni - Tony
- Dacia Arcaraz - Érika Godínez
- Eduardo Liñán - Lic. Benítez
- Juan Verduzco - Aurelio Acosta
- Carmela Mosso - Paquita
- Juan Carlos Martín del Campo - Damian
- Veronika Con K. - Liz
- Anabel Gutiérrez - Rosita
- Maricarmen Vela - Amiga de Esther y Rosita
- Lourdes Canale - Amiga de Esther y Rosita
- Tere Mondragón - Amiga de Esther y Rosita
- Sara Montes - Amiga de Esther
- Estela Aceves - Secretaria
- José Luis Avendaño - Jerónimo
- Aline Blanc - Elena
- Jorge Alberto Bolaños - Comandante Navarro
- Claudia Cervantes - Amiga de Patricio
- Alberto Chávez - Barman
- Benjamín Islas - Policía
- Mario León - Amigo de Hugo en la carcel
- Jaime Lozano - Comandante Zúñiga
- Ricky Mergold
- Beatriz Monroy - Esposa de Jerónimo
- Antonio Muñiz - Jimmy
- Adanely Núñez - Paola
- Luis Romo - Aldo
- Gabriel Roustand - Policía'
- Miguel Serros - Recluso
- Lisardo - Armando
- Silvia Valdez - Enfermera
- Ricardo Vera - Abogado
- Sharis Cid - Vanessa
- Lidice Pousa  -Lucy

## Audiência
Obteve média geral de 13,4 pontos

## Músicas
| N.º | Título               | Música            | Personagem          | Duração |  |
| 1.  | "Bajo la misma piel" | Eduardo Capetillo | Miranda e Alejandro |         |  |
| 2.  | "Regina"             | Nicho Hinojosa    | Regina e Eugenio    |         |  |
| 3.  | "Sara"               | José José         | Sara e Joaquin      |         |  |
| 4.  | "Vidas paralelas"    | Ximena Sariñana   | Paloma e Gabriel    |         |  |